# Gary Hannig
Gary Hannig (* 22. Juli 1952 in Litchfield, Illinois) ist ein US-amerikanischer Politiker.
Nach seinem Abschluss an der Mount Olive High School studierte Hannig an der University of Illinois. Sein Studium beendete er mit dem Grad eines Bachelor of Science. Am 10. Januar 1979 trat er die Nachfolge von Junie Bartulis im Repräsentantenhaus von Illinois für den 98. Distrikt an. Vor seinem Ausscheiden aus dem Repräsentantenhaus war er stellvertretender Vorsitzender der demokratischen Mehrheitsfraktion (Deputy Majority Leader).
Im Februar 2009 ernannte Gouverneur Pat Quinn Hannig zum Verkehrsminister des Staates Illinois.
Hannig ist römisch-katholisch und verheiratet mit Betsy Hannig, die seine Nachfolge als Abgeordnete antrat.
| Personendaten    | Personendaten               |
| ---------------- | --------------------------- |
| NAME             | Hannig, Gary                |
| KURZBESCHREIBUNG | US-amerikanischer Politiker |
| GEBURTSDATUM     | 22. Juli 1952               |
| GEBURTSORT       | Litchfield, Illinois        |